# Thiers-sur-Thève
Thiers-sur-Thève ist eine französische Gemeinde mit 1.086 Einwohnern (Stand: 1. Januar 2022) im Département Oise in der Region Hauts-de-France. Sie gehört zum Arrondissement Senlis und zum Kanton Senlis. Die Einwohner werden Thierois genannt.

## Geographie
Die Gemeinde Thiers-sur-Thève liegt etwa fünf Kilometer südlich von Senlis im Wald von Chantilly und im Regionalen Naturpark Oise-Pays de France. Umgeben wird Thiers-sur-Thève von den Nachbargemeinden Pontarmé im Westen und Norden, Mont-l’Évêque im Nordosten, Fontaine-Chaalis im Osten, Mortefontaine im Südosten sowie Plailly im Süden.
Durch die Gemeinde verläuft die Autoroute A1.

## Bevölkerungsentwicklung
| Jahr                       | 1962 | 1968 | 1975 | 1982 | 1990 | 1999 | 2006 | 2013 | 2021 |
| -------------------------- | ---- | ---- | ---- | ---- | ---- | ---- | ---- | ---- | ---- |
| Einwohner                  | 450  | 522  | 568  | 679  | 824  | 979  | 1072 | 1072 | 1081 |
| Quellen: Cassini und INSEE |      |      |      |      |      |      |      |      |      |

## Sehenswürdigkeiten
- Kirche Saint-Martin
- Villa Brica, heutiges Rathaus
- Burgruine aus dem 13. Jahrhundert, seit 1862 Monument historique

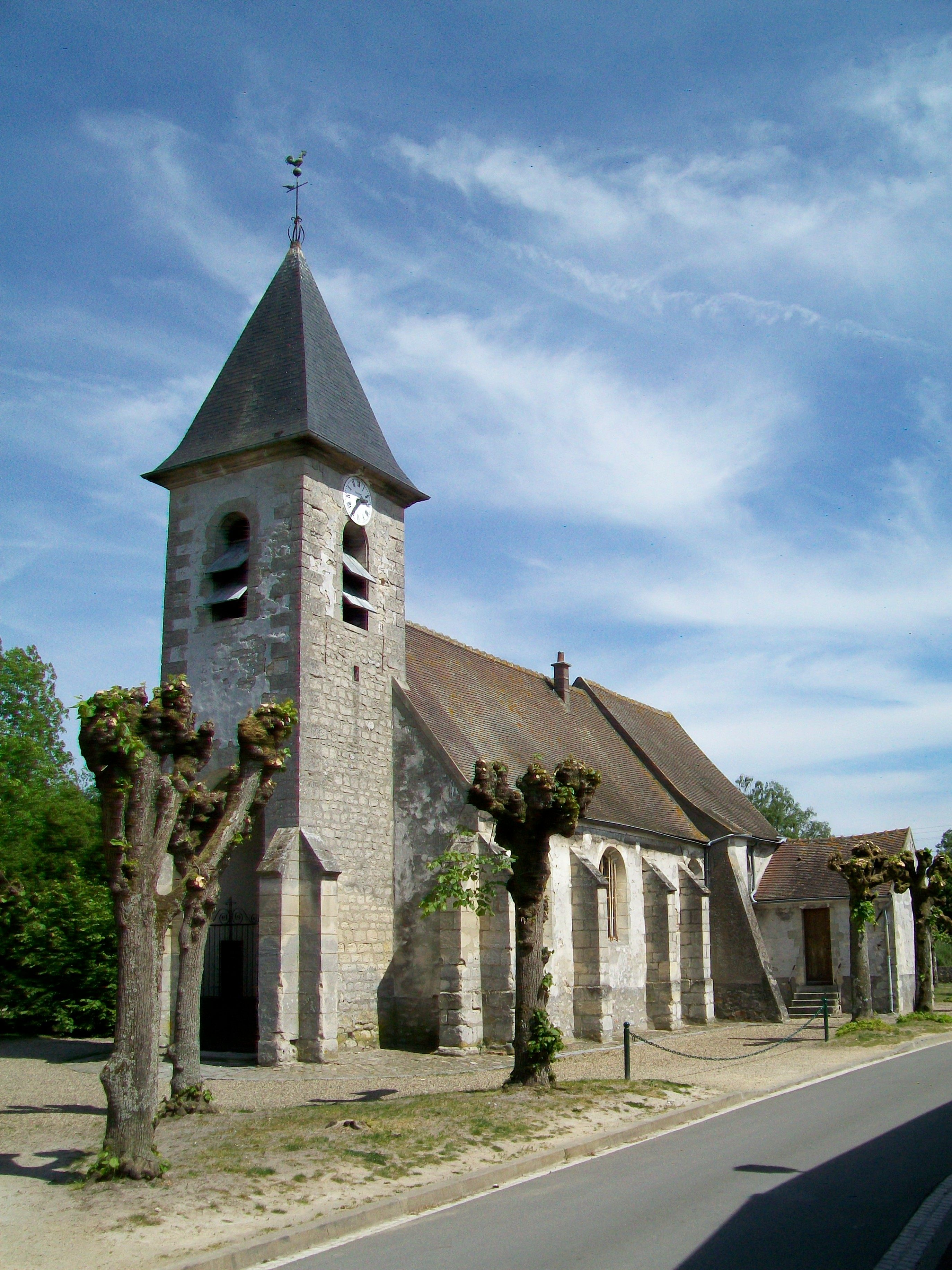
Kirche Saint-Martin
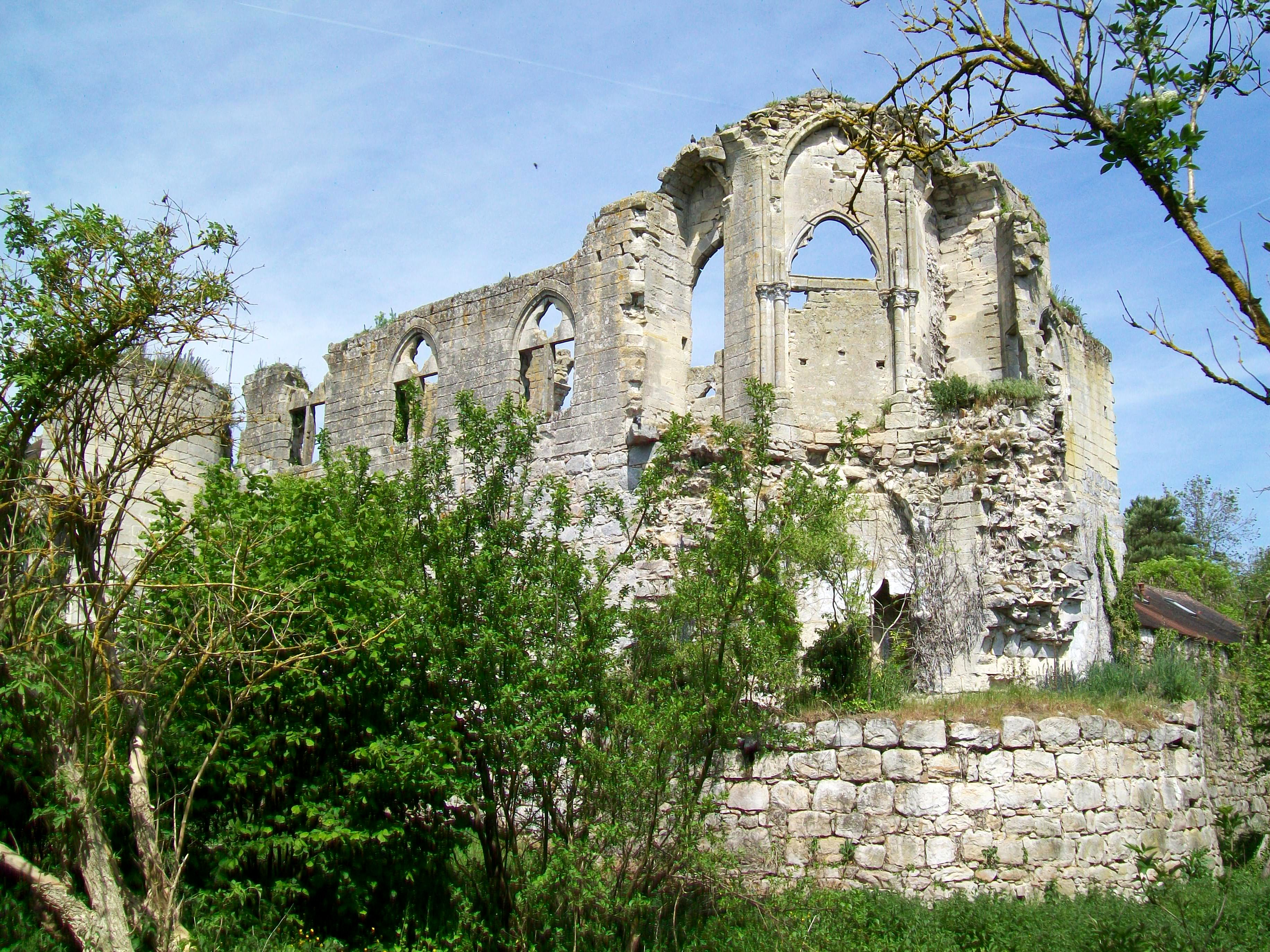
Ruine der Burgkapelle
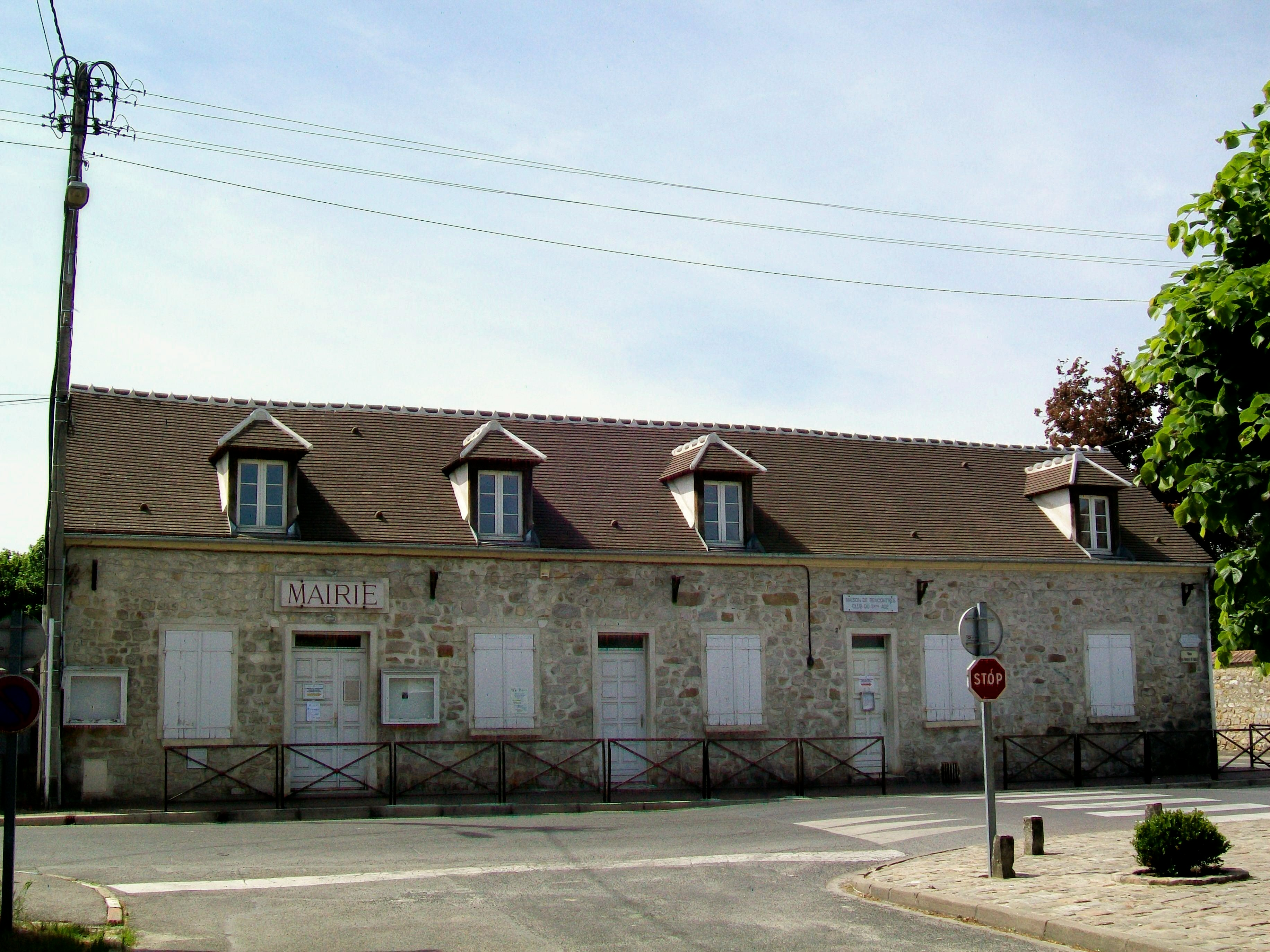
Ehemaliges Rathaus
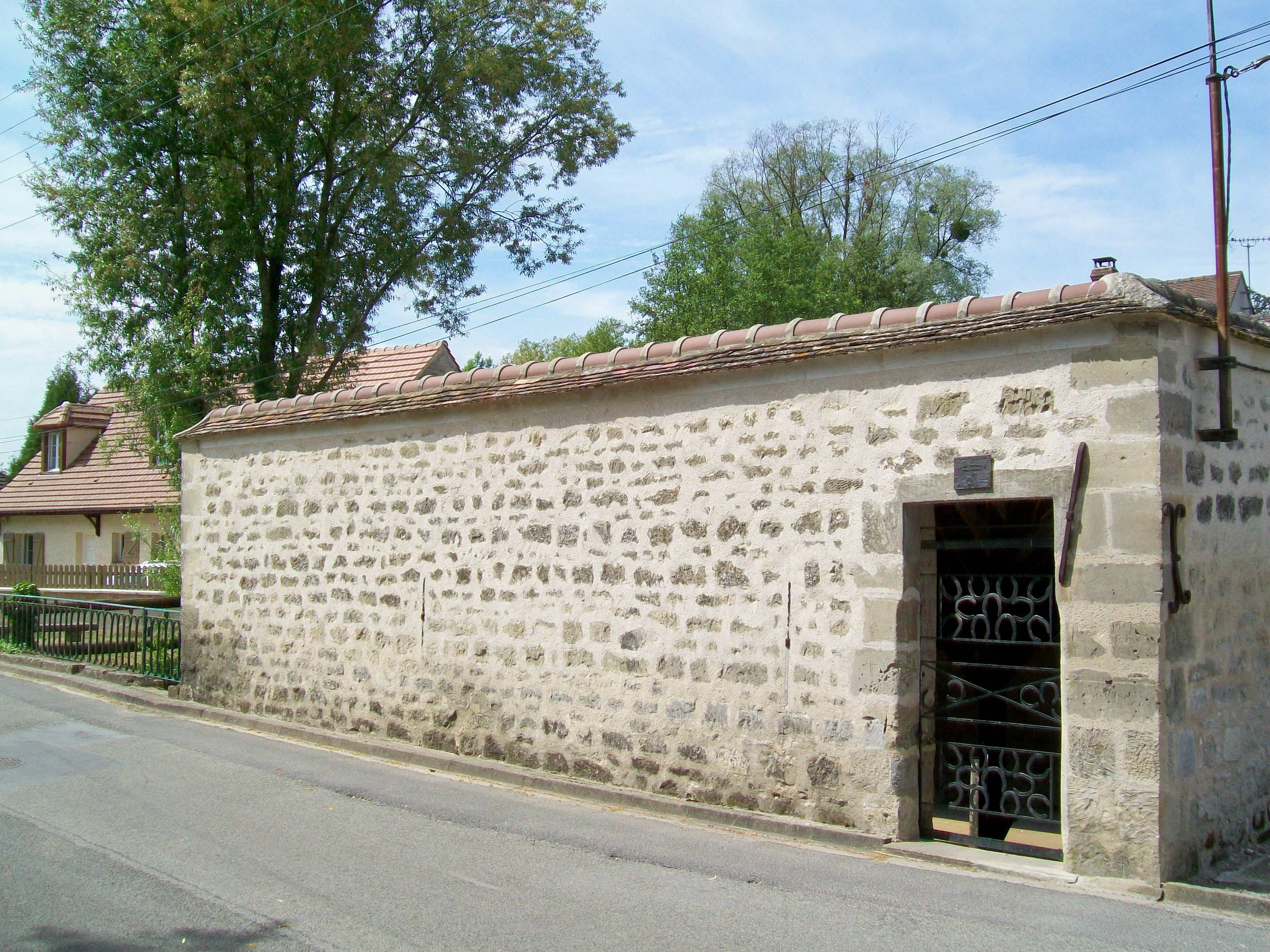
Ehemaliges öffentliches Waschhaus

## Persönlichkeiten
- Roger Gicquel (1933–2010), Journalist